# Crotalaria vitellina
Crotalaria vitellina är en ärtväxtart som beskrevs av Ker. Gawl.. Crotalaria vitellina ingår i släktet sunnhampor, och familjen ärtväxter.

## Underarter
Arten delas in i följande underarter:
- C. v. glabrata
- C. v. laeta
- C. v. minor
- C. v. oblongifolia
- C. v. vitellina